# Miraklet i Valby
Miraklet i Valby är en dansk-svensk dramafilm från 1989  med regi av Åke Sandgren. 

## Om filmen
Filmen premiärvisades 6 oktober 1989 på BioTrio i Köpenhamn och Filmstaden 7 i Stockholm.  Vid 1990 års filmgala fick den tre Guldbaggar för bästa film, bästa regi Åke Sandgren och bästa manus Åke Sandgren och Stig Larsson. Bearbetning av manuset gjordes av Søren Kragh-Jacobsen.

## Rollista
- Jakob Katz – Sven Andersen
- Troels Asmussen – Bo
- Lina Englund – Petra
- Amalie Ihle Alstrup – Hanna, Svens lillasyster
- Gregers Reimann – pojken i medeltiden
- Jens Okking – Bos pappa
- Ingvar Hirdwall – Petras pappa
- Karen-Lise Mynster – Lise Andersen, Svens mamma
- Mona Seilitz – Petras mamma
- Peter Hesse Overgaard-  konfirmationsprästen
- Kjeld Nørgaard – ena polisen
- Julie Wieth – damen i grillbaren
- Lars Bom – andra polisen
- Carsten Bang – läraren
- Eric Reiss – Petras pappas affärsförbindelse
- Poul Hegelund – astronomen i medeltiden
- Nis Bank-Mikkelsen
- Waage Sandø – lärare
- Mads M. Nielsen – konfirmand